# The Last Temptation of Christ
The Last Temptation of Christ is een religieuze film uit 1988 die geregisseerd werd door Martin Scorsese. De film wordt als controversieel beschouwd omdat het verhaal van Jezus gebaseerd werd op de roman De laatste verzoeking van Christus van de Griekse auteur Nikos Kazantzakis en dus niet op de traditionele versie uit de Bijbel. Om die reden zorgde de film voor veel opschudding en protest bij christelijke bewegingen en organisaties. De hoofdrollen in de film worden vertolkt door Willem Dafoe, Harvey Keitel, Barbara Hershey en David Bowie.

## Verhaal
Jezus van Nazareth is timmerman en maakt kruisen voor de Romeinen, die vervolgens mensen kruisigen op die kruisen. Hij is een man die leeft zonder zonden, maar ook een man die dagelijks aan verlangens blootstaat. Die verlangens zijn menselijk maar staan in diep contrast met de opdracht die hij van God moet volbrengen.
Tijdens zijn leven ontmoet hij onder meer Maria Magdalena en de mannen die zijn apostelen zullen worden. Jezus wordt ook meerdere malen door Satan benaderd, maar steeds weerstaat hij de verleidingen van Satan. Meer en meer gelooft Jezus zelf dat hij de messias is, hoewel hij eigenlijk helemaal niet de messias wil zijn en twijfelt over hoe hij dit messiasschap moet invullen. 
Na het laatste avondmaal wordt Jezus door de Romeinse gouverneur Pontius Pilatus ter dood veroordeeld. Jezus wordt gekruisigd en krijgt tijdens zijn laatste uren het bezoek van een engel. Zij zegt hem dat hij niet de Zoon van God is, maar dat God wel van hem houdt. Ze haalt hem van het kruis en biedt hem een mooi en liefdevol leven aan.
Op het einde van dat leven krijgt Jezus op zijn sterfbed bezoek van zijn apostelen. De laatste bezoeker is Judas, die zegt dat Jezus een verrader is. Het wordt duidelijk dat de engel eigenlijk Satan is. Jezus beseft dat hij niet aan de laatste verleiding heeft kunnen weerstaan: een gewoon menselijk leven leiden, en dus begeeft hij zich terug naar Jeruzalem, waar hij God smeekt: Laat mij uw Zoon zijn!
Meteen daarna hangt Jezus weer terug aan het kruis, waar hij het uitschreeuwt van de pijn maar vervolgens blij beseft dat hij alsnog met zijn sterven zijn leven als Zoon van God volbracht heeft. Voor hij sterft roept hij: It is accomplished! (Het is volbracht!). Jezus heeft ook de laatste verleiding weerstaan.

## Rolverdeling
| Acteur             | Personage                |
| ------------------ | ------------------------ |
| Willem Dafoe       | Jezus                    |
| Harvey Keitel      | Judas                    |
| Barbara Hershey    | Maria Magdalena          |
| Harry Dean Stanton | Paulus / Saulus          |
| David Bowie        | Pontius Pilatus          |
| Verna Bloom        | Maria (moeder van Jezus) |
| Victor Argo        | Petrus                   |
| Irvin Kershner     | Zebedeüs                 |
| Nehemiah Persoff   | Rabbijn                  |
| Michael Been       | Johannes                 |
| Tomas Arana        | Lazarus                  |

## Productie

### Voorgeschiedenis
De Griekse auteur Nikos Kazantzakis bracht in 1955 het boek The Last Temptation of Christ (Nederlands: De laatste verzoeking van Christus) uit. In de historische roman vertelde de schrijver het levensverhaal van Jezus van Nazareth. Het boek week af van het traditionele verhaal van Jezus dat in de Bijbel verteld wordt. In Kazantzakis' boek wordt Jezus als zeer menselijk afgebeeld. Hoewel hij nog steeds vrij van zonden is, worstelt ook hij met menselijke zwakheden als angst, twijfel, depressie, weerzin en lust.

### Ontwikkeling

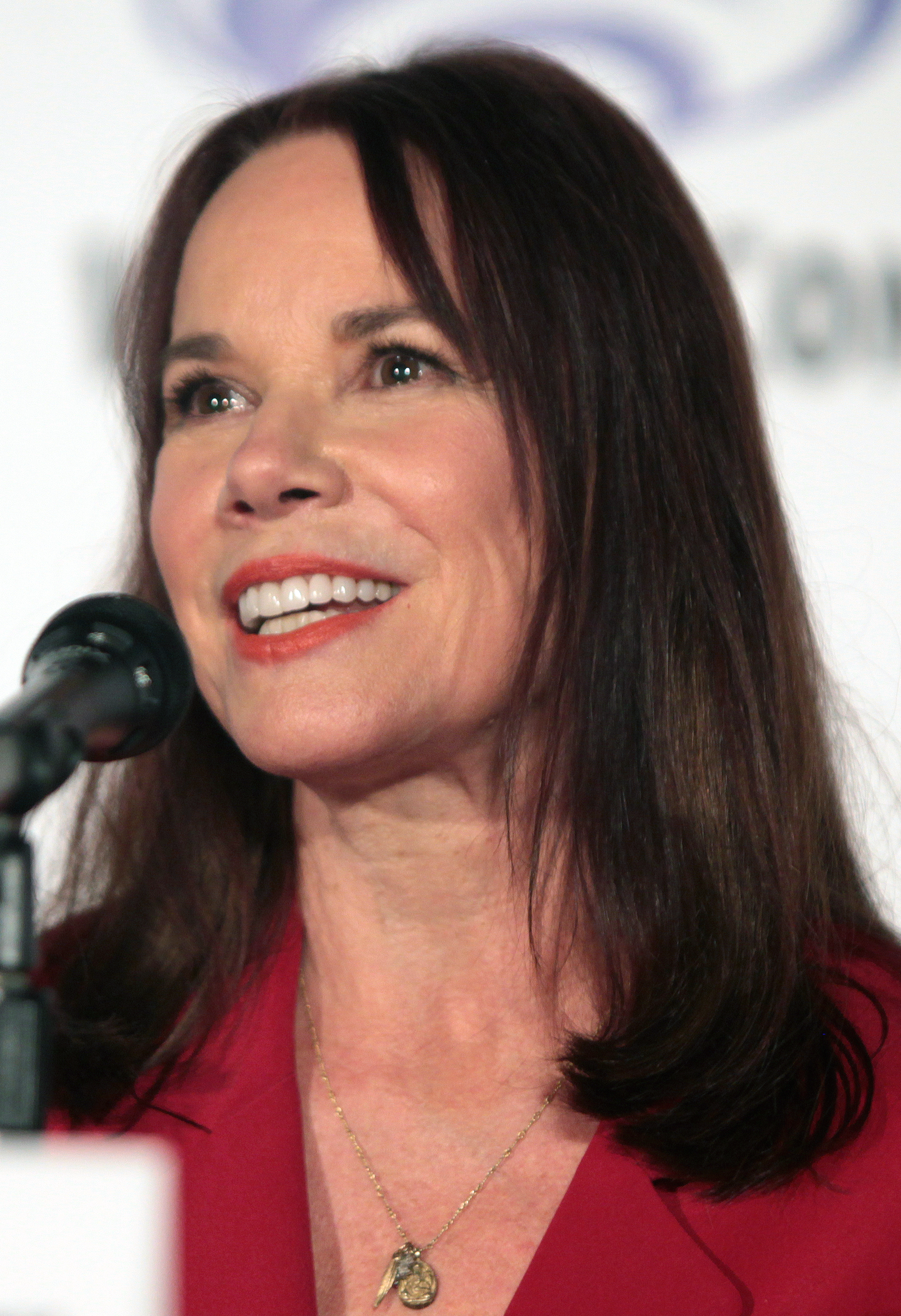
Actrice Barbara Hershey bezorgde Scorsese begin jaren 1970 het boek The Last Temptation of Christ. Nadien werd ze gecast als Maria Magdalena.

In 1971 regisseerde Martin Scorsese de exploitatiefilm Boxcar Bertha (1972). Tijdens de opnames bezorgde hoofdrolspeelster Barbara Hershey hem het controversiële boek The Last Temptation of Christ van de Griekse schrijver Nikos Kazantzakis. De actrice raadde hem aan om het boek te verfilmen met haar in de rol van Maria Magdalena. Tien jaar eerder was het boek hem al eens aangeraden door een Griekse medestudent van New York University. De regisseur, die opgegroeid was met de religieuze filmepossen van de jaren 1950 en ooit overwogen had om priester te worden, wilde altijd al een film maken over de evangelies of Jezus Christus en besloot het boek te lezen.
In 1977 kocht Scorsese met de financiële steun van producenten Irwin Winkler en Robert Chartoff de rechten op het boek, waarna het project bij United Artists belandde. Een jaar later verlieten enkele leidinggevende producenten de studio om Orion Pictures op te richten. Als een gevolg kwam United Artists onder de leiding te staan van Andy Albeck en werden de plannen voor het verfilmen van The Last Temptation of Christ geannuleerd.

### Scenario
Om de rechten op het boek niet te verliezen, moest het boek eind jaren 1970 omgevormd worden tot een scenario. Scorsese riep daarvoor de hulp in van Paul Schrader, met wie hij eerder al Taxi Driver (1976) had gemaakt. Uiteindelijk zou Schrader pas in 1981 aan zijn opdracht beginnen. In zijn contract liet Schrader vastleggen dat hij het scenario zelf mocht verfilmen als het project van Scorsese niet zou doorgaan.
De scenarist haalde uit het meer dan 500 bladzijden tellende boek van Kazantzakis de volgens hem belangrijkste scènes en kwam zo tot een eerste script van 99 pagina's. In januari 1983 vonden de filmmakers met Paramount Pictures een studio die bereid was om het script te verfilmen. Een maand later kondigde Scorsese de film aan als zijn volgende project.
In totaal zou het scenario van Schrader zeven keer herschreven worden door Scorsese en diens bevriende filmcriticus Jay Cocks. Volgens Scorsese was het oorspronkelijke script van Schrader erg kort en bevatte het hoofdzakelijk elementen die ook terug te vinden waren in de evangelies. De regisseur bouwde verder op Schraders narratieve structuur door zelf verschillende scènes uit Kazantzakis' boek aan het script toe te voegen, waaronder een scène waarin Jezus te biecht gaat bij een monnik. Scorsese en Cocks schreven een groot deel van de dialogen en acties. Desondanks weigerde Schrader, gesteund door de Writers Guild of America, om zijn filmcredit als scenarist te delen met zijn twee collega's.

### Productionele problemen
Nadat Paramount begin 1983 een budget van 12 miljoen dollar en een tijdschema van 90 opnamedagen had goedgekeurd, gingen de filmmakers op zoek naar een cast en geschikte filmlocaties in Israël en Marokko. In de daaropvolgende maanden doken er verschillende productionele problemen op en kwam de verfilming van The Last Temptation of Christ in gevaar. 
Het geplande budget en het tijdschema liepen al snel op tot 16 miljoen dollar en 100 opnamedagen, waardoor de filmstudio zenuwachtig werd. Ook het feit dat The King of Comedy van Scorsese, een zwarte komedie die in de loop van 1983 in de bioscoop werd uitgebracht, geen financieel succes bleek te zijn, baarde Paramount zorgen. In september 1983, na het beëindigen van zijn partnerschap met Robert Chartoff, stapte producent Irwin Winkler uit het filmproject.
Daarenboven zorgden het scenario en het controversiële boek waarop het gebaseerd was voor heel wat onrust bij religieus-conservatieve bewegingen, waardoor Paramount en moederbedrijf Gulf+Western onder druk kwamen te staan. Eind 1983 ontving Paramount zo'n 500 klachtenbrieven per dag. Studiobaas Barry Diller oordeelde uiteindelijk dat de productie te riskant was en te weinig kans maakte op winst. Op Thanksgiving Day 1983, vier dagen voor de opnames van start zouden gaan, werd de productie geannuleerd door Paramount.
In de daaropvolgende weken ging Scorsese in zowel het binnen- als buitenland op zoek naar nieuwe investeerders. Het project werd zonder succes aangeboden bij Warner Bros., Universal Pictures, New World Pictures, Hemdale Film Corporation, Carolco Pictures en Cannon Films. Scorsese probeerde ook om in Frankrijk overheidssubsidies in de wacht te slepen, maar omdat onder meer Jean-Marie Lustiger, de aartsbisschop van Parijs, zich tegen de film uitsprak, slaagde hij niet in zijn opzet. De regisseur keerde ook terug naar Paramount. Hij beloofde de studio om de film te maken voor een kleiner budget en in minder opnamedagen, maar Paramount wilde zich niet meer met de controversiële film bemoeien.
In de daaropvolgende jaren informeerde ook scenarist Paul Schrader bij enkele buitenlandse investeerders of ze geïnteresseerd waren in het financieren van The Last Temptation of Christ. Schrader, die in zijn contract had laten opnemen dat hij het scenario voor The Last Temptation of Christ zelf zou mogen verfilmen in het geval dat Scorsese zou afhaken, probeerde het project los te weken bij de regisseur, maar die weigerde de film op te geven en reageerde gepikeerd: "You will have to pull the script from my dying hands."

### Universal Pictures
Omdat Scorsese het project niet meteen verfilmd kreeg, besloot hij midden jaren 1980 om zijn aandacht te richten op andere projecten. In 1985 regisseerde hij de lowbudgetkomedie After Hours, een jaar later volgde The Color of Money. Die laatste film leverde hoofdrolspeler Paul Newman een Oscar op en werd – mede dankzij de doorbraak van Tom Cruise – een financieel succes.
Nadien sloot Scorsese zich aan bij de invloedrijke Hollywood-agent Michael Ovitz, die hem vervolgens in contact bracht met Tom Pollock, toenmalig hoofd van Universal Pictures. De studiobaas was bereid om The Last Temptation of Christ te verfilmen en maakte in 1987 samen met Garth Drabinsky van de Canadese bioscoopketen Cineplex Odeon zeven miljoen dollar vrij voor het project.

### Casting
| |  |  |
| Aidan Quinn (links) was in 1983 de eerste keuze voor de hoofdrol. Hij werd enkele jaren later vervangen door Willem Dafoe (rechts). |  |  |

In 1983, toen het filmproject nog bij Paramount Pictures zat, had Scorsese acteur Christopher Walken voor ogen als hoofdrolspeler. De studio ging echter niet akkoord en raadde hem aan om een andere acteur te zoeken. Uiteindelijk koos Scorsese met de steun van Paramount voor de toen nog onbekende twintiger Aidan Quinn. Eerder hadden Robert De Niro en Eric Roberts de rol van Jezus al geweigerd. Scorsese vond De Niro niet echt geschikt voor de film, maar onder druk van de studio stelde hij de rol toch voor aan de acteur. Barbara Hershey, de actrice die Scorsese een decennium eerder het boek van Nikos Kazantzakis bezorgd had, werd na een lang auditieproces gecast als Maria Magdalena. De rol werd ook aangeboden aan de Canadese zangeres Vanity. Jeff Bridges wilde graag het personage Judas vertolken en schreef een brief naar de regisseur om hem te overtuigen. De rol ging uiteindelijk naar Harvey Keitel, met wie Scorsese eerder al had samengewerkt aan onder meer Mean Streets (1973) en Taxi Driver (1976). De Britse popster Sting werd gecast als Pontius Pilatus. Ondanks het feit dat Quinn en Keitel net als de regisseur bereid waren om een groot deel van hun salaris te laten schieten, besloot Paramount eind 1983 om de productie te annuleren.
Vier jaar later, toen Scorsese met Universal Pictures een nieuwe studio had gevonden die in zijn passieproject wilde investeren, waren van de originele hoofdcast enkel Hershey en Keitel nog beschikbaar. Hoofdrolspeler Aidan Quinn haakte af, waarna de regisseur opnieuw Eric Roberts en Christopher Walken overwoog. Uiteindelijk ging de rol van Jezus naar Willem Dafoe, die midden jaren 1980 hoge ogen had gegooid met succesvolle films als To Live and Die in L.A. (1985) en Platoon (1986). Sting, die inmiddels verbonden was aan een internationale fondsenwervingsactie voor Amnesty International, werd vervangen door zijn landgenoot en rockartiest David Bowie.

### Opnames

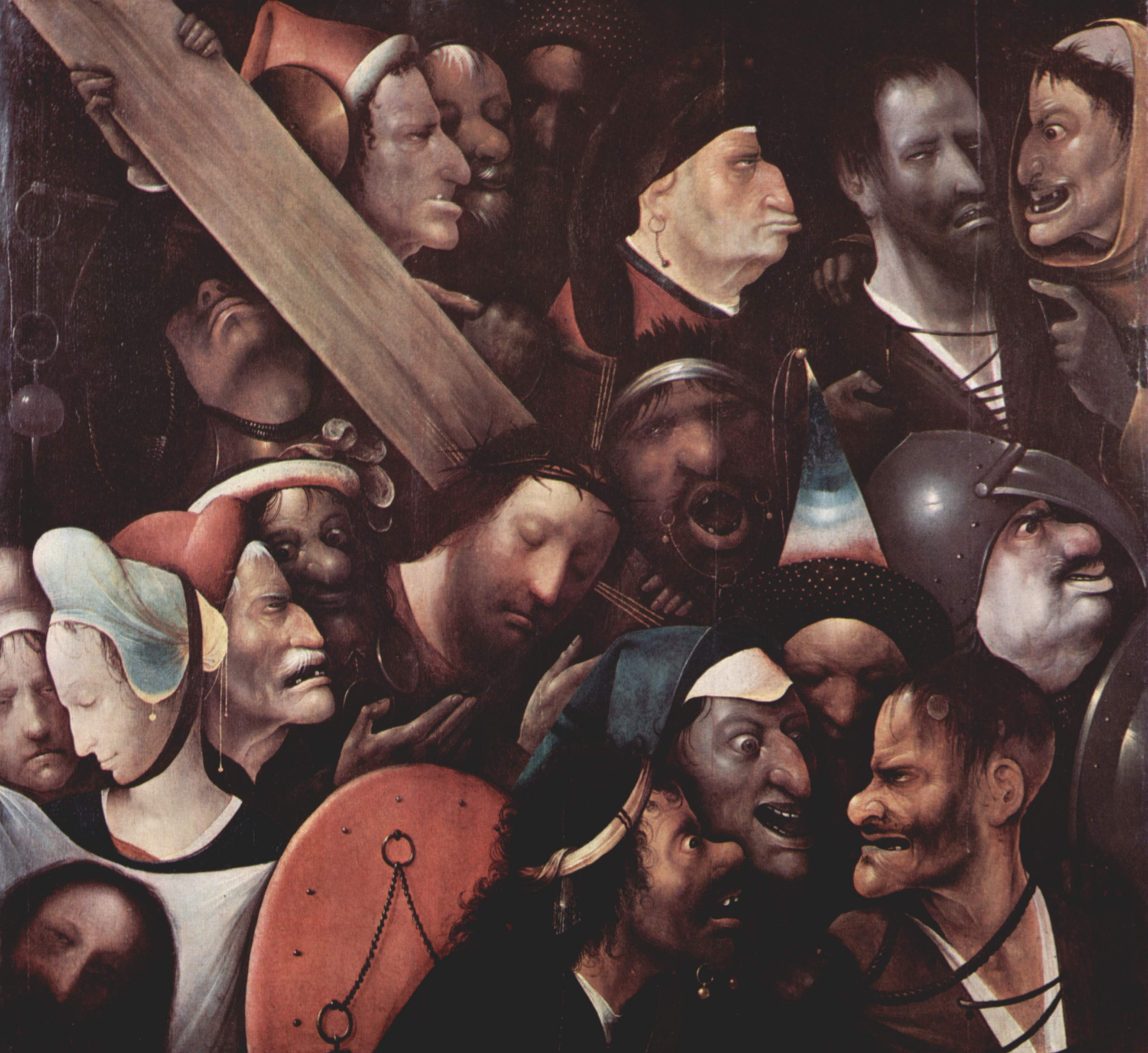
Het schilderij Kruisdraging van Hiëronymus Bosch diende als inspiratie.

De opnames gingen op 12 oktober 1987 van start en eindigden op 23 december 1987. Er werd hoofdzakelijk gefilmd in Marokko. Zo werden er scènes opgenomen in het Atlasgebergte en rond de Romeinse nederzetting Volubilis.
Scorsese wilde niet dat Willem Dafoe rookte op de set omdat het als astmapatiënt slecht was voor zijn gezondheid. Bovendien had de regisseur schrik dat er in de pers foto's zouden opduiken van een rokende Jezus.
Director of photography Michael Ballhaus trok acht weken voor het begin van de opnames naar Marokko om zijn werk voor te bereiden. De scène waarin Jezus het kruis draagt, werd gebaseerd op het schilderij Kruisdraging van Hiëronymus Bosch en met een beeldsnelheid van 120 fps (i.e. beelden per seconde) opgenomen. Voor de kruisiging baseerden de filmmakers zich op religieuze schilderijen en archeologische ontdekkingen over de gebeurtenis. Voor de kruisiging van Jezus gebruikte Scorsese bovendien dezelfde camerahoeken die hij gebruikt had om de kruisiging van Bill in Boxcar Bertha (1972) in beeld te brengen.
In de laatste scène van de film is te zien hoe Jezus aan het kruis hangt, het scherm verkleurt en uiteindelijk wit wordt. Dit effect was niet de bedoeling van de filmmakers, maar ontstond doordat de filmrol per ongeluk blootgesteld werd aan licht. Desondanks besloot Scorsese het effect te gebruiken als het einde van zijn film.

## Release en controverse
The Last Temptation of Christ ging op 12 augustus 1988 in première in de Verenigde Staten. Een maand later werd de film ook vertoond op het filmfestival van Venetië.
De film zorgde voor heel wat controverse omdat het afweek van de evangelies. Zo wordt Jezus aan het kruis verleid door Satan, in de gedaante van een kind, waarna hij een droom of alternatieve realiteit beleeft waarin hij trouwt met Maria Magdalena, de liefde bedrijft met haar en oud wordt als een gewone sterveling. In een andere scène wordt getoond dat Jezus als timmerman kruisen vervaardigt in dienst van de Romeinen. 
Uit onvrede met de film organiseerden verschillende christelijke bewegingen protesten en boycots. Een religieus radiostation uit Californië trommelde 600 mensen op om te betogen aan het hoofdkwartier van MCA, het toenmalige moederbedrijf van Universal. De Amerikaanse evangelist Bill Bright liet dan weer optekenen dat hij bereid was om de film op te kopen en nadien te vernietigen. Door de onrust die ontstond, weigerden verscheidene bioscoopketens de film te vertonen. Ook in Griekenland, Turkije, Mexico, Chili en Argentinië werd de film gedurende enkele jaren verbannen of gecensureerd.
Op 22 oktober 1988 stichtte een katholieke beweging een brand in bioscoop Saint Michel in Parijs, waar de film op dat ogenblik vertoond werd. Dertien bezoekers raakten gewond, waarvan er vier ernstige brandwonden opliepen. De bioscoop werd zwaar beschadigd en zou pas drie jaar later na restoratiewerken opnieuw geopend worden. De gewelddadige aanval werd gelinkt aan Bernard Antony, een Europees parlementslid van het Front National, en de volgelingen van de geëxcommuniceerde aartsbisschop Marcel Lefebvre. Vijf militanten van een groep genaamd "Algemene Alliantie tegen Racisme en voor Respect voor de Franse en Christelijke Identiteit" (Alliance générale contre le racisme et pour le respect de l'identité française et chrétienne) werden schuldig bevonden en kregen gevangenisstraffen. Andere bioscopen in Frankrijk werden het slachtoffer van graffitivandalisme en aanvallen met traangas- en stinkbommen.
Ondanks de controverse werd Martin Scorsese genomineerd voor een Oscar. De film sleepte ook nominaties in de wacht voor de Golden Globes en Grammy Awards.
In 2016, 28 jaar na de release en controverse van The Last Temptation of Christ, mocht Scorsese in het kader van een andere religieuze film, Silence (2016), op audiëntie bij paus Franciscus.

## Prijzen en nominaties
| Jaar | Prijs                    | Categorie                      | Genomineerde(n)           | Resultaat   |
| ---- | ------------------------ | ------------------------------ | ------------------------- | ----------- |
| 1988 | National Board of Review | Top 10 films van het jaar      | Top 10 films van het jaar | Gewonnen    |
| 1989 | Academy Awards           | Beste regisseur                | Martin Scorsese           | Genomineerd |
| 1989 | Golden Globes            | Beste actrice in een bijrol    | Barbara Hershey           | Genomineerd |
| 1989 | Golden Globes            | Beste originele soundtrack     | Peter Gabriel             | Genomineerd |
| 1990 | Grammy Awards            | Beste originele filmsoundtrack | Peter Gabriel             | Genomineerd |